# Богор
Богор је град у индонежанској провинцији Западна Јава.

## Историја
Још у 5. веку је била настањена територија данашњег Богора. У то време је била позната под називом Таруманагара. Касније, када су је преузели Сунди и формирали Сундско краљевство променило је име у Пакуан Паџаџаран. У периоду од 1746. до 1942. године је био у саставу Холандске Индије кад је био познат под именом Бојтензорг.
Као део независне Индонезије, Богор има значајну улогу у културном, научном и економском развоју земље и Западне Јаве, делом и због наслеђа инфраструктуре изграђене током колонијалног периода.

## Географија
Богор се налази на око 60 км од престонице Џакарте и на око 85 км од престонице провинције Бандунга.

### Клима
| Клима Bogor, West Java, Indonesia | Клима Bogor, West Java, Indonesia | Клима Bogor, West Java, Indonesia | Клима Bogor, West Java, Indonesia | Клима Bogor, West Java, Indonesia | Клима Bogor, West Java, Indonesia | Клима Bogor, West Java, Indonesia | Клима Bogor, West Java, Indonesia | Клима Bogor, West Java, Indonesia | Клима Bogor, West Java, Indonesia | Клима Bogor, West Java, Indonesia | Клима Bogor, West Java, Indonesia | Клима Bogor, West Java, Indonesia | Клима Bogor, West Java, Indonesia |
| Показатељ \ Месец                 | .Јан.                             | .Феб.                             | .Мар.                             | .Апр.                             | .Мај.                             | .Јун.                             | .Јул.                             | .Авг.                             | .Сеп.                             | .Окт.                             | .Нов.                             | .Дец.                             | .Год.                             |
| --------------------------------- | --------------------------------- | --------------------------------- | --------------------------------- | --------------------------------- | --------------------------------- | --------------------------------- | --------------------------------- | --------------------------------- | --------------------------------- | --------------------------------- | --------------------------------- | --------------------------------- | --------------------------------- |
| Максимум, °C (°F)                 | 28,3 (82,9)                       | 28,5 (83,3)                       | 29,3 (84,7)                       | 30,0 (86)                         | 30,2 (86,4)                       | 30,3 (86,5)                       | 30,5 (86,9)                       | 30,9 (87,6)                       | 31,2 (88,2)                       | 30,7 (87,3)                       | 30,1 (86,2)                       | 29,6 (85,3)                       | 30,0 (86)                         |
| Просек, °C (°F)                   | 24,7 (76,5)                       | 24,6 (76,3)                       | 25,0 (77)                         | 25,5 (77,9)                       | 25,5 (77,9)                       | 25,2 (77,4)                       | 25,2 (77,4)                       | 25,3 (77,5)                       | 25,6 (78,1)                       | 25,4 (77,7)                       | 25,4 (77,7)                       | 25,4 (77,7)                       | 25,2 (77,4)                       |
| Минимум, °C (°F)                  | 21,1 (70)                         | 20,8 (69,4)                       | 20,7 (69,3)                       | 21,0 (69,8)                       | 20,8 (69,4)                       | 20,2 (68,4)                       | 19,9 (67,8)                       | 19,7 (67,5)                       | 20,0 (68)                         | 20,2 (68,4)                       | 20,7 (69,3)                       | 21,3 (70,3)                       | 20,5 (68,9)                       |
| Количина падавина, mm (in)        | 442 (17,4)                        | 378 (14,88)                       | 385 (15,16)                       | 428 (16,85)                       | 354 (13,94)                       | 225 (8,86)                        | 216 (8,5)                         | 240 (9,45)                        | 295 (11,61)                       | 390 (15,35)                       | 378 (14,88)                       | 355 (13,98)                       | 4,086 (160,86)                    |
| Извор: Climate-Data.org           |                                   |                                   |                                   |                                   |                                   |                                   |                                   |                                   |                                   |                                   |                                   |                                   |                                   |

## Партнерски градови
- Лумапас
- Сент Луис
- Љоро
- Геделе
- Слака Тинги